# マーヤ・ポリャク
マーヤ・ポリャク（Maja Poljak、女性、1983年5月2日 - ）は、クロアチアの元バレーボール選手。スプリト出身。元クロアチア代表。

## 来歴
1999年、クロアチア代表に初選出される。同年の欧州選手権で代表デビューし、銀メダルを獲得した。同年11月のワールドカップ1999に出場した。シドニー五輪のメンバーからは外れた。
その後、代表から離れていた時期もあったが、2009年の欧州選手権で復帰した。2010年に日本で行われた世界選手権では主将を務めた。
2013年9月にドイツで行われた欧州選手権ではブロックと攻撃面でチームを牽引し、5位となった。2014年、イタリアで開催された世界選手権に再び主将として出場した。
現在はトルコリーグの強豪エジザージュバシュ・ヴィトラに所属し、欧州チャンピオンズリーグなどに出場した。2015年の世界クラブ選手権では金メダルを獲得し、自身もベストミドルブロッカー賞を受賞した。2016年にロシアリーグの強豪ディナモ・モスクワに移籍した。

## 球歴
- 世界選手権 - 2010年（21位）
- ワールドカップ - 1999年（8位）
- 欧州選手権 - 1999年（2位）、2005年（8位）、2009年（16位）、2011年（13位）、2013年（5位）

## 所属クラブ
- Mladost Zagreb（1995-2000年）
- ヴィチェンツァ・バレー（2000-2003年）
- バレー・ベルガモ（2003-2008年）
- テュルクテレコム（2008-2009年）
- ワクフバンク（2009-2011年）
- エジザージュバシュ・ヴィトラ（2011-2016年）
- ディナモ・モスクワ（2016-2018年）

## 受賞歴
- 2005年 欧州チャンピオンズリーグ2004/05 ベストブロッカー賞
- 2011年 欧州チャンピオンズリーグ2010/11　ベストブロッカー賞
- 2015年 世界クラブ選手権　ベストミドルブロッカー賞
- 2017年 世界クラブ選手権　ベストミドルブロッカー賞